# 小林哲夫 (地球科学者)
小林 哲夫（こばやし てつお、1950年 - ）は、日本の地球科学者。専門は火山地質学。理学博士。
北海道大学理学部卒業。北海道大学大学院理学研究科修士課程（地質学鉱物学専攻）修了。1989年、北海道大学より理学博士の学位を取得、学位論文の題は「GEOLOGY AND PETROLOGY OF RISHIRI VOLCANO,HOKKAIDO,JAPAN(利尻火山の地質学的および岩石学的研究)」。 鹿児島大学理学部地球環境科学科教授。日本火山学会評議員、人類史研究会編集顧問、日本地質学会代議員を歴任。

## 著書
- 高橋正樹・小林哲夫編 『関東・甲信越の火山I』 築地書館〈フィールドガイド日本の火山1〉、1998年、ISBN 4-8067-1156-X。
- 高橋正樹・小林哲夫編 『関東・甲信越の火山II』 築地書館〈フィールドガイド日本の火山2〉、1998年、ISBN 4-8067-1157-8。
- 高橋正樹・小林哲夫編 『北海道の火山』 築地書館〈フィールドガイド日本の火山3〉、1998年、ISBN 4-8067-1158-6。
- 高橋正樹・小林哲夫編 『東北の火山』 築地書館〈フィールドガイド日本の火山4〉、1999年、ISBN 4-8067-1177-2。
- 高橋正樹・小林哲夫編 『九州の火山』 築地書館〈フィールドガイド日本の火山5〉、1999年、ISBN 4-8067-1165-9。
- 高橋正樹・小林哲夫編 『中部・近畿・中国の火山』 築地書館〈フィールドガイド日本の火山6〉、2000年、ISBN 4-8067-1199-3。

## 主要論文
- 小林哲夫、「北海道利尻火山の岩石学的研究 : 火山および火山岩」『日本地質学会学術大会講演要旨』 第82年学術大会(1975), セッションID:154 , p.214, 1975-03-25, NAID 110003033387, doi:10.14863/geosocabst.1975.0_214, 日本地質学会
- 小林哲夫、「桜島火山の地質 : これまでの研究の成果と今後の課題」 『火山.第2集』 1982年 27巻 4号 p.277-292 , NAID 110002992957, doi:10.18940/kazanc.27.4_277, 日本火山学会
- 小林哲夫、「由布・鶴見火山の地質と最新の噴火活動」 『地質学論集』 (24), 93-107, 1984-11-30, NAID 110003025159
- 小林哲夫、「トカラ列島の火山」 『火山.第2集』 1985年 30巻 1号 p.45-47, NAID 110002989992, doi:10.18940/kazanc.30.1_45, 日本火山学会
- 小林哲夫、「桜島火山の形成史と火砕流」 文部省科学研究費自然災害特別研究, 計画研究「火山噴火に伴う乾燥粉体流 (火砕流等) の特質, 137-163, 1986, NAID 10009476886
- 小林哲夫、「桜島火山」 『地質学雑誌』 2014年 120巻 Supplement号 p.S63-S78, doi:10.5575/geosoc.2014.0020, 日本地質学会

### 共著
- 小林哲夫, 岩松暉, 露木利貞、「姶良カルデラ壁の火山地質と山くずれ災害」 『鹿児島大学理学部紀要. 地学・生物学』 Vol.10 p.53-73, hdl:10232/5891
- 山崎哲良, 小林哲夫, 河内晋平、「長野県和田峠付近の地質と岩石」 『地質学雑誌』 1976年 82巻 2号 p.127-137, doi:10.5575/geosoc.82.127, 日本地質学会
- 小林哲夫、早川由紀夫、荒牧重雄、『姶良カルデラ大隅降下軽石堆積物の層厚・粒度分布』 『火山.第2集』 1983年 28巻 2号 p.129-139, NAID 110002992164, doi:10.18940/kazanc.28.2_129, 日本火山学会
- 早川由紀夫, 小林哲夫, 白尾元理, 荒牧重雄 ほか、「1983年 10月 3・4日三宅島火山噴出の降下火砕堆積物」 『火山.第2集』 1984年 29巻 TOKUBE号 p.S208-S220, NAID 110002990002, doi:10.18940/kazanc.29.TOKUBE_S208, 日本火山学会
- 奥野充、小林哲夫、「種子島に分布する後期更新世テフラ」 『第四紀研究』 1994年 33巻 2号 p.113-117, doi:10.4116/jaqua.33.113, 日本第四紀学会
- 小林哲夫, 溜池俊彦, 「桜島火山の噴火史と火山災害の歴史」 『第四紀研究』 2002年 41巻 4号 p.269-278, doi:10.4116/jaqua.41.269, 日本第四紀学会